# 2-я Семберийская лёгкая пехотная бригада
2-я Семберийская лёгкая пехотная бригада (серб. Друга семберска лака пјешадијска бригада) — пехотное воинское формирование Армии Республики Сербской, находившееся в составе Восточно-Боснийского корпуса. В зону её ответственности входила Семберия. Штаб располагался в Биелине.

## История
2-я Семберийская лёгкая пехотная бригада образована 6 июня 1992 года. Бригада участвовала во многих сражениях Боснийской войны на значительной части территории Республики Сербской (в том числе в операции «Коридор» и получила почётное наименование «Семберийская» (такое было всего у трёх бригад). Известным командиром бригады был Благое Гаврилович, в честь чего бригада называлась и Гавриной. Всего в бригаде прослужило за годы войны 6 тысяч человек, из них 150 погибло, около 500 было ранено. 2-я Семберийская бригада считается наиболее известной бригадой Семберии, о ней поётся в песне «Гаврина бригада» югославского певца Роки Вуловича.
Ежегодно в Биелине в мае у Центрального памятника проходят памятные мероприятия, организованные городской ассоциацией ветеранов. На мероприятиях вспоминаются погибшие бойцы из Семберии и Биелины.